# Радонежское княжество
Радонежское княжество — удел Серпуховского княжества в 1410—1426 годах. Центр — село Радонеж.
В 1410 году после смерти серпуховского князя Владимира Андреевича Храброго княжество Серпуховское было разделено между его пятью сыновьями. Село Радонеж достаётся в княжение третьему сыну Андрею Владимировичу.
Андрей Владимирович превратил Радонеж в городок, насыпал песчаные крепостные валы высотой три метра, построил на них деревянный кремль. Радонеж становится центром удельного Радонежского княжества.
Удельное Радонежское княжество прекращает своё существование после смерти Андрея Владимировича в 1426 году от эпидемии моровой язвы и отходит к Московскому княжеству.